# DNAJA4
DNAJA4 (англ. DnaJ heat shock protein family (Hsp40) member A4) – білок, який кодується однойменним геном, розташованим у людей на короткому плечі 15-ї хромосоми. Довжина поліпептидного ланцюга білка становить 397 амінокислот, а молекулярна маса — 44 798.
| 10         |  | 20         |  | 30         |  | 40         |  | 50         |
| ---------- |  | ---------- |  | ---------- |  | ---------- |  | ---------- |
| MVKETQYYDI |  | LGVKPSASPE |  | EIKKAYRKLA |  | LKYHPDKNPD |  | EGEKFKLISQ |
| AYEVLSDPKK |  | RDVYDQGGEQ |  | AIKEGGSGSP |  | SFSSPMDIFD |  | MFFGGGGRMA |
| RERRGKNVVH |  | QLSVTLEDLY |  | NGVTKKLALQ |  | KNVICEKCEG |  | VGGKKGSVEK |
| CPLCKGRGMQ |  | IHIQQIGPGM |  | VQQIQTVCIE |  | CKGQGERINP |  | KDRCESCSGA |
| KVIREKKIIE |  | VHVEKGMKDG |  | QKILFHGEGD |  | QEPELEPGDV |  | IIVLDQKDHS |
| VFQRRGHDLI |  | MKMKIQLSEA |  | LCGFKKTIKT |  | LDNRILVITS |  | KAGEVIKHGD |
| LRCVRDEGMP |  | IYKAPLEKGI |  | LIIQFLVIFP |  | EKHWLSLEKL |  | PQLEALLPPR |
| QKVRITDDMD |  | QVELKEFCPN |  | EQNWRQHREA |  | YEEDEDGPQA |  | GVQCQTA    |

A: Аланін

C: Цистеїн

D: Аспарагінова кислота

E: Глутамінова кислота

F: Фенілаланін

G: Гліцин

H: Гістидин

I: Ізолейцин

K: Лізин

L: Лейцин

M: Метіонін

N: Аспарагін

P: Пролін

Q: Глутамін

R: Аргінін

S: Серин

T: Треонін

V: Валін

W: Триптофан

Кодований геном білок за функціями належить до шаперонів, фосфопротеїнів. 
Задіяний у такому біологічному процесі, як альтернативний сплайсинг. 
Білок має сайт для зв'язування з іонами металів, іоном цинку. 
Локалізований у мембрані.